# Guðrún Þorsteinsdóttir
Guðrún Þorsteinsdóttir, död 1608, var en isländsk kvinna som avrättades för barnamord.  Hon var en av fyra kvinnor som brändes på bål på Island.
Hon dömdes för att ha bränt ihjäl ett tvåårigt barn genom att kasta det i en kastrull med kokande gröt. Mordet ägde rum i norra Aðaldal i Þingeyjarsýsla 1606.
Hon dömdes för barnamord till att avrättas genom att brännas på bål. Hennes fall har ofta omtalats som en häxprocess, men det finns ingenting som tyder på att häxeri ingick i åtalspunkterna mot henne, även om hon i annalerna kallas för en häxa. 